# BDŽ-Serie 600.76
Die BDŽ-Serie 60076 (fallweise auch in der Form 600.76 geschrieben) sind Dampflokomotiven der bulgarischen Staatsbahn Balgarski Darschawni Schelesnizi (BDŽ), die für den Betrieb auf der Rhodopenbahn von der Berliner Maschinenbau AG (BMAG) und Fablok gebaut wurden und nach der dortigen Ablösung noch einige Jahre auf der Schmalspurbahn Červen Brjag–Orjachowo eingesetzt wurden. Die Lokomotiven sind aus der DR-Baureihe 99.73–76 hervorgegangen und waren die größten Dampflokomotiven in Bosnischer Spurweite in Bulgarien. Eine Lokomotive ist im Depot Septemwri der Rhodopenbahn als fahrfähige Museumslokomotive erhalten geblieben, einige weitere sind abgestellt vorhanden.

## Geschichte

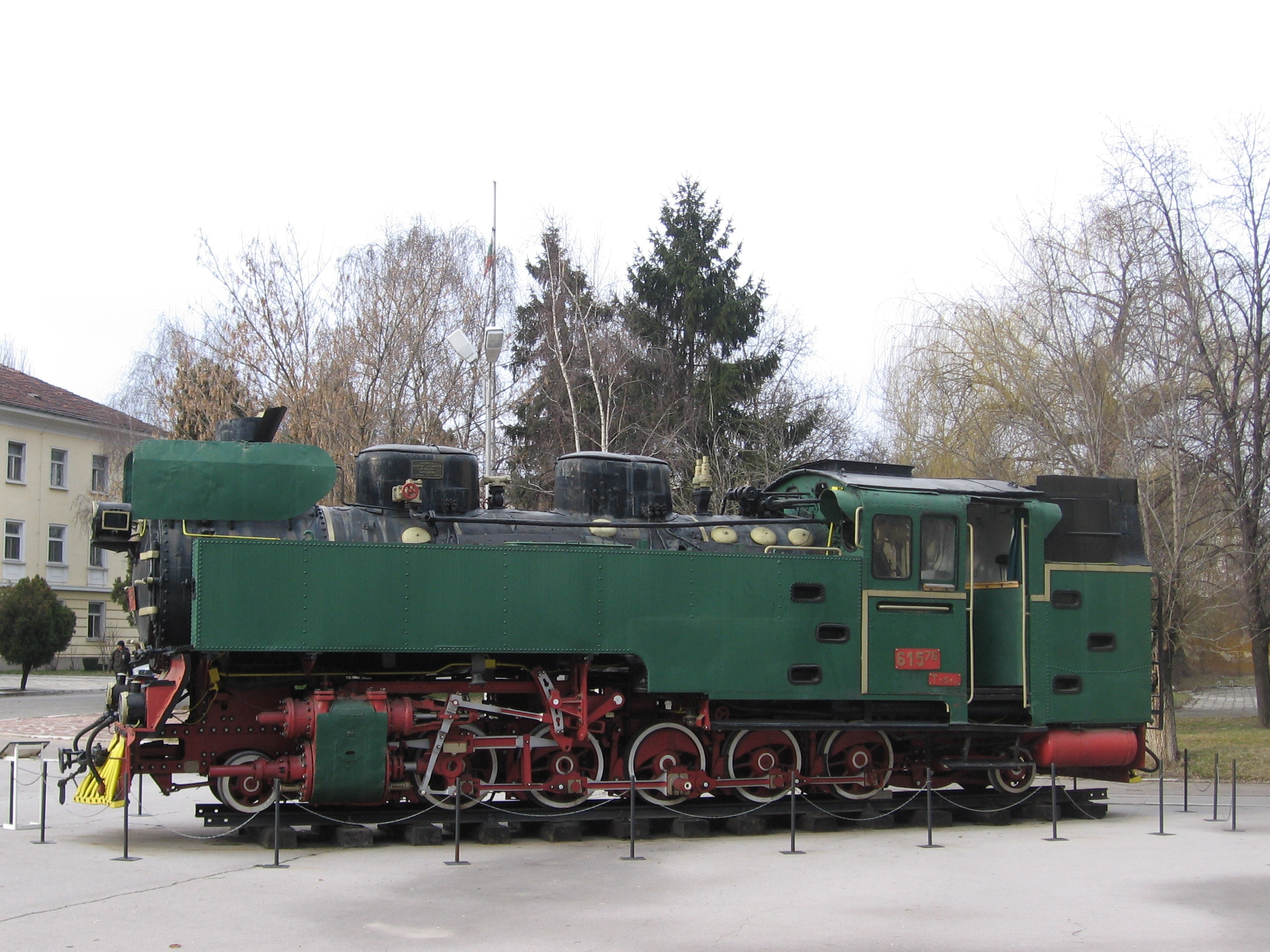
615^{76} als Denkmal in Sofia

Für den Betrieb auf der Rhodopenbahn, die als anspruchsvolle Gebirgsbahn von Septemwri ausgehend zwischen dem Rila- und Rhodopengebirge bis zum östlichen Teil des Piringebirges führt, benötigte die bulgarische Staatsbahn BDŽ noch leistungsfähigere Schmalspurlokomotiven als die vorhandenen Lokomotiven 176 bis 1076 und 50176 bis 50676. Diese sollten in der Lage sein, Züge bis zu 160 Tonnen auf Steigungen von 33 ‰ zu befördern und einen minimalen Kurvenradius von 60 m zu befahren, als Höchstgeschwindigkeit wurden 45 km/h gefordert.
Daher lieferte die BMAG 1941 entsprechend vergrößerte Lokomotiven ähnlich der „sächsischen VII K“ nach Bulgarien, aus Kriegsgründen konnten aber nur fünf Lokomotiven abgeliefert werden. Zur Deckung des Bedarfs wurden daher 1949 zehn weitere Lokomotiven von Fablok in Chrzanów geliefert, die in den technischen Daten den Vorkriegslokomotiven fast ident waren, jedoch vom Aussehen her einige Änderungen besaßen. So hatten die Lokomotiven aus Chrzanów die typischen Windleitbleche von polnischen Dampfloks und die Sandkästen wurden mit dem jeweils danebenliegenden Dom unter einer gemeinsamen Domverkleidung angeordnet. Dadurch wurden die letzten Lokomotiven der Reihe 50076 abgelöst und kamen ebenfalls zur Schmalspurbahn Červen Brjag–Orjachowo, weiters konnten drei von den Jugoslawischen Staatsbahnen gemietete Mallet-Schlepptenderlokomotiven der Reihe 92 ebenfalls zurückgegeben werden.
Da die Zuglasten ständig weiter anstiegen, wurden die Güterzüge meist mit zwei Lokomotiven bespannt, um den Abschnitt bis zum höchsten Streckenpunkt in Awramowo auf 1.267 m Meereshöhe zu befahren. Dort befand sich ein Gleisdreieck zum Wenden der Lokomotiven, die zumeist nur im jeweiligen Streckenabschnitt von Septemwri und Bansko aus zum Einsatz kamen. In der Gegenrichtung bestand für die vom Depot Bansko eingesetzten Lokomotiven in Jakoruda eine heute noch vorhandene, aber nicht mehr nutzbare Drehscheibe für dort wendende Vorspannlokomotiven, damit sie im folgenden Steigungsabschnitt zum Scheitelpunkt immer mit der Rauchkammer in Bergrichtung fahren konnten. Auch in Bansko und Septemwri befinden sich Drehscheiben für diesen Zweck.
Die Lokomotiven übernahmen hauptsächlich den Güterverkehr auf dieser Strecke, um einerseits die Industriebetriebe zu versorgen oder aus dem Gebirge Holz und Mineralien abzutransportieren. Sie bewährten sich auf der anspruchsvollen Gebirgsstrecke, wo sie ihre große Zugkraft nutzen konnten. Der Personenverkehr wurde vorrangig von Triebwagen durchgeführt.
Ab 1966 wurden sie dann von den Diesellokomotiven der Reihe 75 abgelöst und anschließend alle 15 Lokomotiven auf die Schmalspurbahn Červen Brjag–Orjachowo umgesetzt, wo sie die dortigen älteren Maschinen überflüssig machten. Sie bewältigten auf dieser Linie mit wesentlich geringeren Neigungen fast den gesamten Güter- und einen Teil des Personenverkehrs, unterstützt von einigen Triebwagen. Da sie nun aber oft mit hoher Geschwindigkeit fuhren, traten gehäuft Triebwerk- und Lagerschäden auf. 1976/77 erfolgte schließlich auch dort die Traktionsumstellung durch neue Diesellokomotiven der Reihe 76 und ein großer Teil der Lokomotiven wurde im Anschluss daran verschrottet. Bis 1983 wurden in Červen Brjag noch Heizdienste mit der Lokomotive 60576 durchgeführt und sie war für einen musealen Erhalt vorgesehen, wurde aber dennoch 1983 verschrottet.

### Erhaltene Lokomotiven
Ein Teil der Lokomotiven blieb in Septemwri, Červen Brjag und Bansko als „strategische Reserve“ erhalten, der Rest wurde verschrottet. Um 2004 wurde die 60976 als fahrfähige Museumslokomotive wieder aufgebaut, so dass 2011 folgende Lokomotiven in Septemwri vorhanden waren:
- 60976 betriebsfähig
- 61076 abgestellt (zuvor in Červen Brjag)
- 61176 abgestellt (zuvor in Červen Brjag)
- 61376 abgestellt (zuvor in Bansko)

Auf dem Gelände der Hochschule für Transportwesen in Sofia wurde 2002 die 61576 als Denkmal aufgestellt. 2014 wurde die 61376 als Reserve für die fahrfähige 60976 bestimmt, blieb mit den anderen Lokomotiven aber weiterhin in Septemwri verrostet abgestellt. 2016 war über die Aufarbeitung der Lokomotive noch nicht entschieden und auch 2023 waren noch keine Arbeiten erfolgt.

## Technische Beschreibung
Vom prinzipiellen Aufbau her entsprachen die Lokomotiven der DR-Baureihe 99.73–76, sie wurden für die höheren Anforderungen entsprechend abgeändert. Rostfläche, Verdampfungsheizfläche, Überhitzerfläche und Kesseldruck wurden erhöht, wodurch sich die Leistung um etwa 10 % steigern ließ. Ebenso wurde der Durchmesser der Kuppelräder von 800 auf 850 mm und der Zylinderdurchmesser von 450 auf 460 mm vergrößert. Die Folge war eine schwerere und längere Maschine gegenüber der Ursprungsform.
Neben den Windleitblechen hatten die Lokomotiven auch Verkleidungsbleche zwischen Kessel und Triebwerk. Für den Einsatz in dem waldreichen Gebiet hatten alle Lokomotiven einen Funkenfänger zur Vermeidung übermäßigen Funkenfluges sowie einen massiven Kuhfänger. Bei der Lieferung waren sie mit Vakuumbremse ausgerüstet, die Anfang der 1960er Jahre auf Druckluft umgebaut wurde. Gekuppelt waren die Lokomotiven mit der sogenannten Bosna-Kupplung.

## Lokomotivliste
Erhaltene Lokomotiven sind hervorgehoben
| Hersteller | Fabriks- Nummer | Baujahr | Nummer | Historie                   | ausgemustert | Verbleib aktuell           | Anmerkung               |
| ---------- | --------------- | ------- | ------ | -------------------------- | ------------ | -------------------------- | ----------------------- |
| BMAG       | 11362           | 1940    | 60176  |                            |              |                            | 1977 verschrottet       |
| BMAG       | 11363           | 1940    | 60276  |                            |              |                            | 1977 verschrottet       |
| BMAG       | 11364           | 1940    | 60376  |                            |              |                            | 1980 verschrottet       |
| BMAG       | 11365           | 1940    | 60476  |                            |              |                            | 1977 verschrottet       |
| BMAG       | 11366           | 1940    | 60576  | Heizlok in Červen Brjag    | 1971         |                            | 1983 verschrottet       |
| Fablok     | 1926            | 1949    | 60676  |                            |              |                            | 1977 verschrottet       |
| Fablok     | 1927            | 1949    | 60776  |                            |              |                            | 1977 verschrottet       |
| Fablok     | 1928            | 1949    | 60876  |                            |              |                            | 1977 verschrottet       |
| Fablok     | 1929            | 1949    | 60976  |                            | 1979         | Septemvri                  | betriebsfähig seit 2004 |
| Fablok     | 1930            | 1949    | 61076  | bis vor 2007: Červen Brjag |              | Septemvri                  | abgestellt              |
| Fablok     | 1931            | 1949    | 61176  | bis vor 2007: Červen Brjag |              | Septemvri                  | abgestellt              |
| Fablok     | 1932            | 1949    | 61276  |                            |              |                            | 1977 verschrottet       |
| Fablok     | 1933            | 1949    | 61376  | 1993 bis 2011: Bansko      | 1977         | Septemvri                  | abgestellt              |
| Fablok     | 1934            | 1949    | 61476  |                            |              |                            | 1977 verschrottet       |
| Fablok     | 1935            | 1949    | 61576  |                            | 1977         | Sofia (Verkehrshochschule) | Denkmal seit 2002       |